# نارینه خاچاطوریان
نارینه لئونی خاچاطوریان (ارمنی: Նարինե Լևոնի Խաչատուրյան؛ زادهٔ ۱۶ فوریهٔ ۱۹۶۲) یک استاد دانشگاه، فعال، روزنامه‌نگار و سیاستمدار اهل ارمنستان است که از تاریخ ۲۰۱۹ تا تاریخ ۲۰۲۱ سمت نمایندگی دوره هفتم مجلس ملی جمهوری ارمنستان را برعهده داشت.

## زندگی‌نامه
در ۱۶ فوریهٔ ۱۹۶۲ ‏در ایروان به دنیا آمد و از دانشکده لغت‌شناسی دانشگاه دولتی ایروان فارغ‌التحصیل شد. 

## یادداشت
1. ↑  ՀՀ կրթության, գիտության, մշակույթի և սպորտի նախարարի տեղակալ
2. ↑  Աննա Պետրոսյան